# Santuário de Nossa Senhora das Graças de Onuva
O Santuário de Nossa Senhora das Graças de Onuva, localizado no município de La Puebla del Río, província de Sevilha, Andaluzia, em Espanha, é um santuário mariano que marca o local exacto onde um jovem de seu nome Jesús José Cabrera afirmou ter presenciado várias aparições da Bem-aventurada Virgem Maria e duas aparições do próprio Jesus Cristo.

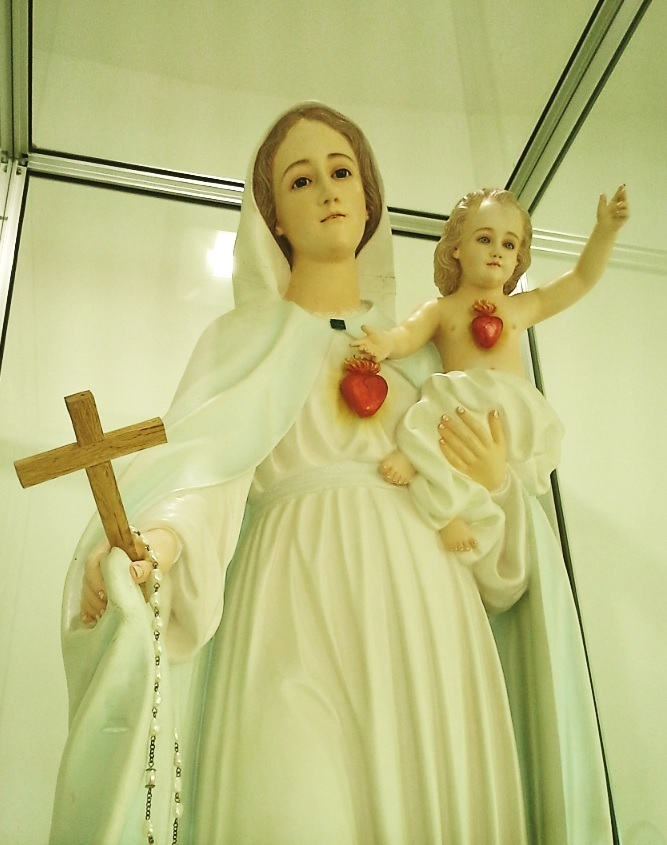
A Virgem das Graças de Onuva com o Menino Jesus.

Numa das Suas aparições, a Virgem Maria terá pedido ao vidente a construção de uma capela no local que actualmente é a parte central do Santuário e onde é venerada a principal imagem de Nossa Senhora com o Menino Jesus. Com o passar do tempo, e até hoje em dia, o Santuário foi sendo ampliado, pelo que já existem vários novos locais de devoção (um monumento ao Sagrado Coração de Jesus, um outro a São Miguel Arcanjo, uma Via Sacra, etc.), aumentando assim a capacidade de acolhimento aos peregrinos no recinto aberto. No presente, existe no santuário um centro de acolhimento aos mais pobres e incapacitados.

## Historia do Santuário mariano de Onuva
A história do Santuário de Nossa Senhora das Graças de Onuva está directamente relacionada com as aparições marianas recebidas pelo jovem Jesús José Cabrera entre os anos 1968 y 1976. A quinta onde tiveram lugar as aparições de Jesus e Maria, e as revelações das Suas mensagens, foi adquirida pelo jovem e a esta foi-lhe dado o nome de ONUVA, que, como o próprio Jesus Cristo terá explicado ao vidente, significa «Terra de Misericórdia».

## Galeria fotográfica

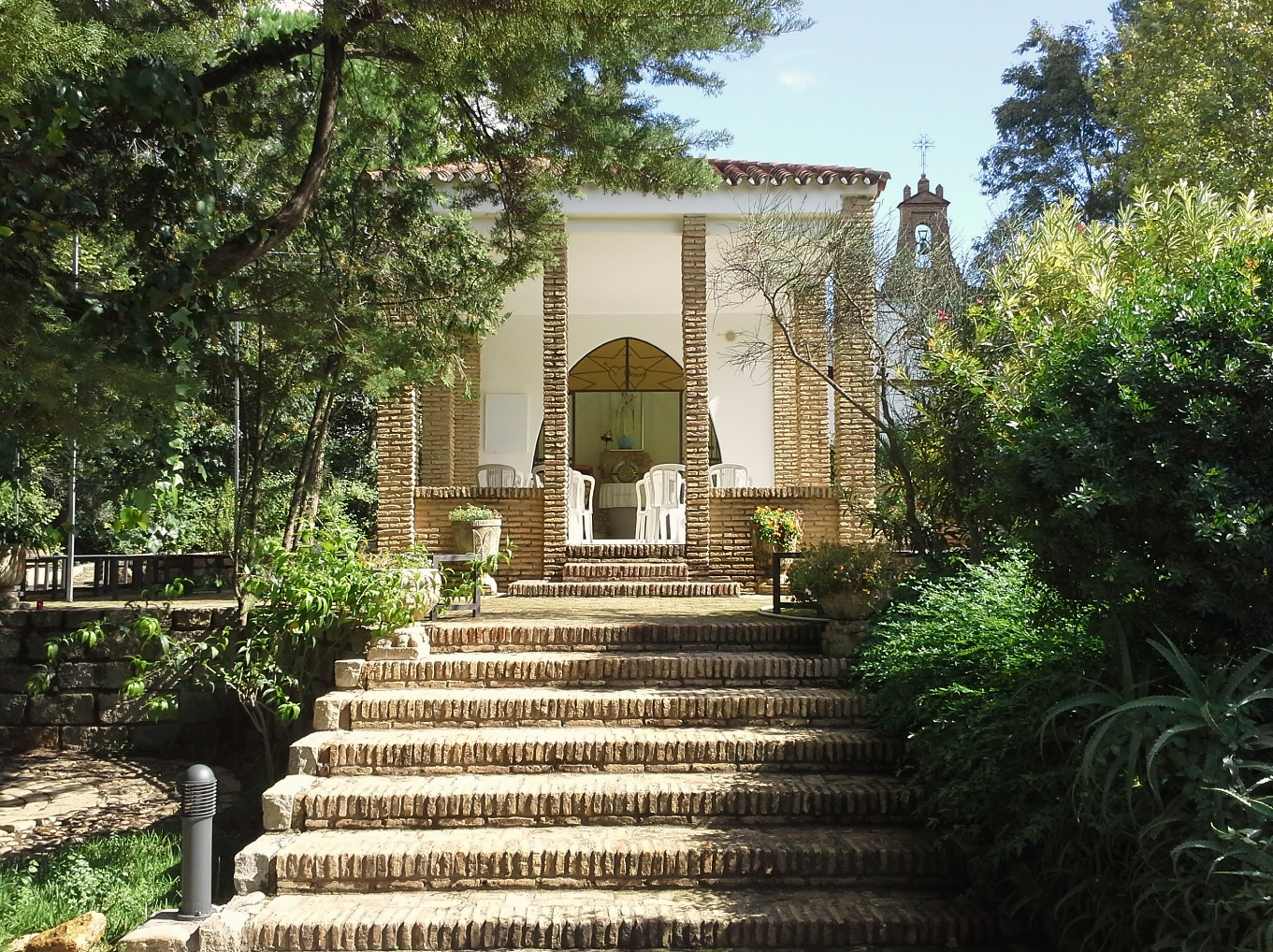
A Capela da Virgem das Graças de Onuva
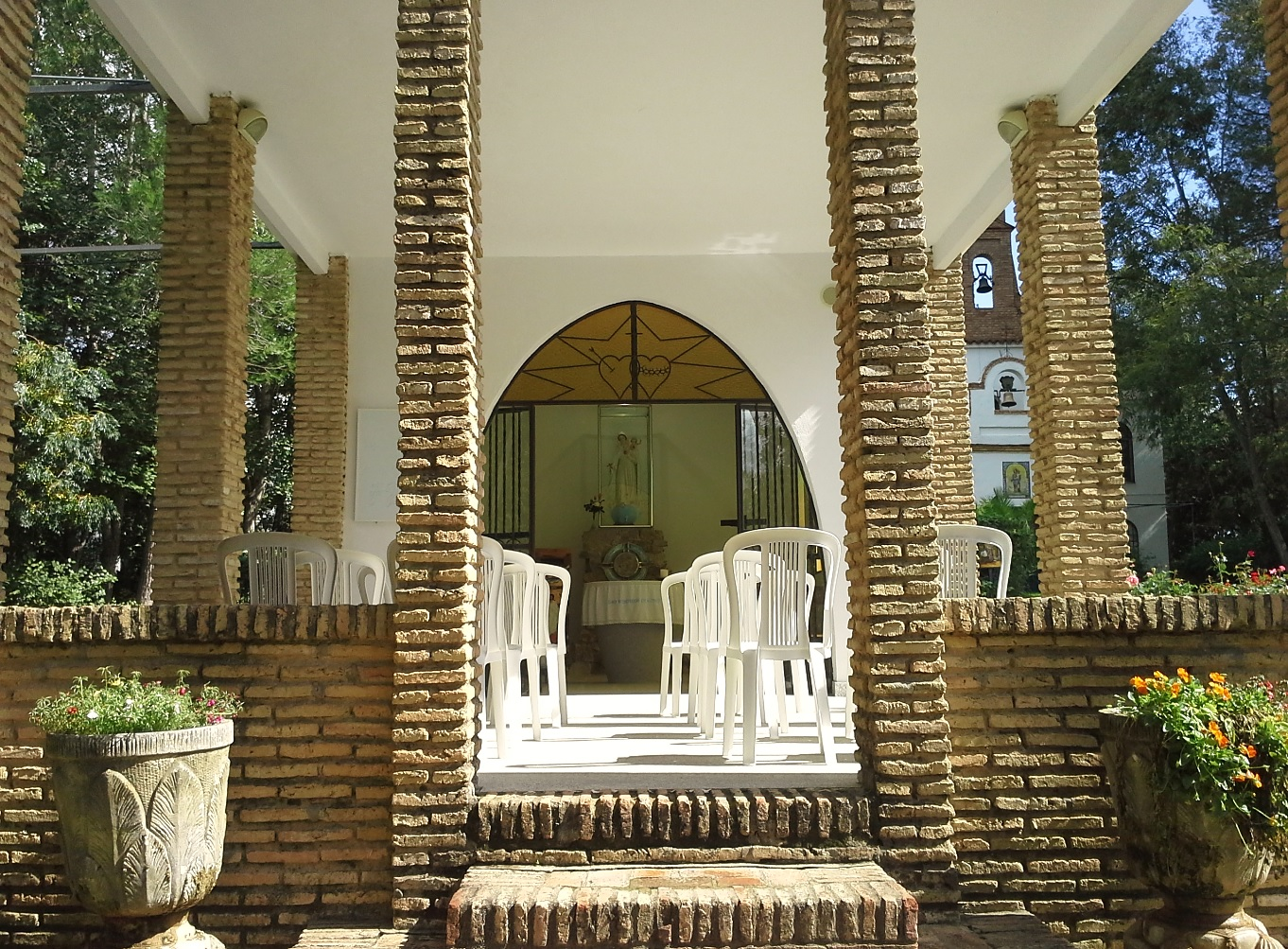
Entrada da Capela da Virgem das Graças no Santuário de Onuva
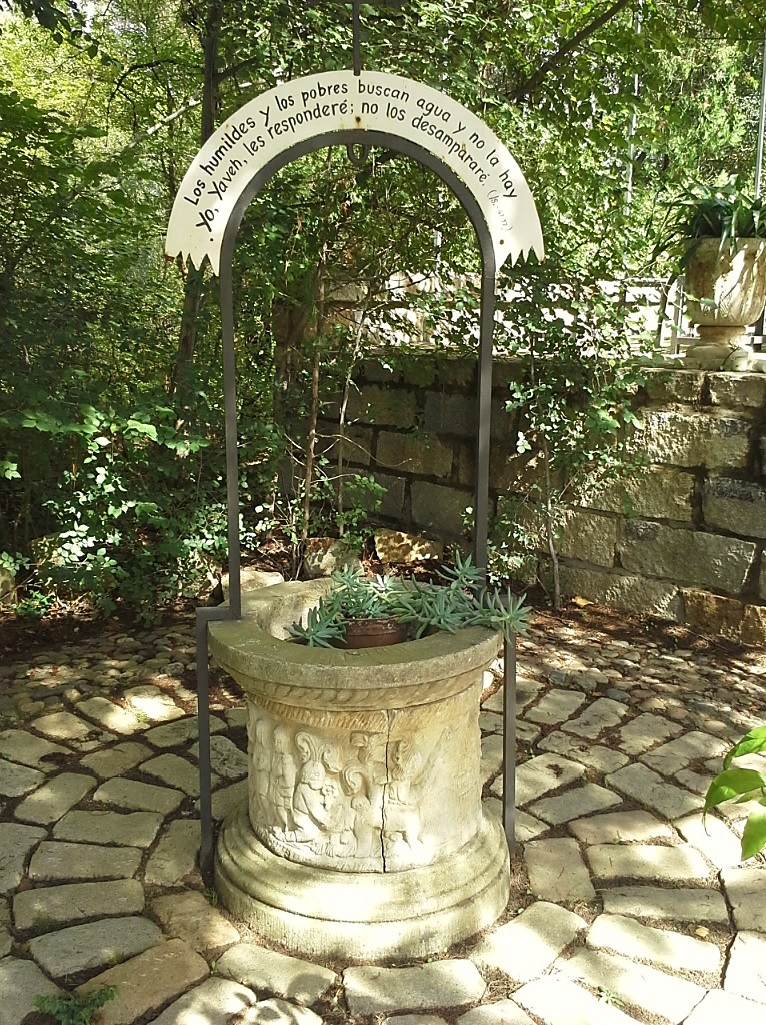
O poço de água abençoado por Nossa Senhora das Graças de Onuva
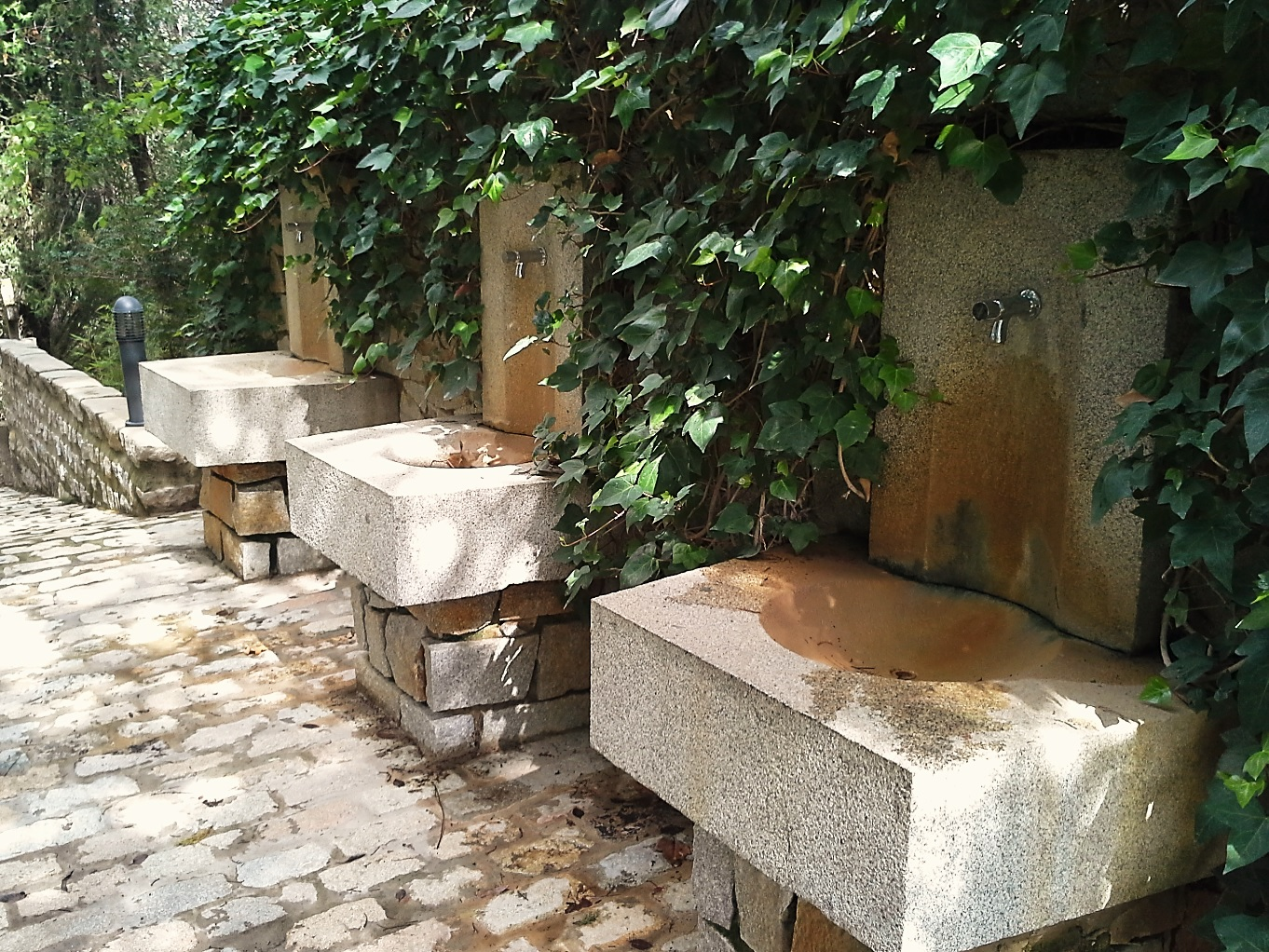
As fontes do poço de água abençoado por Nossa Senhora das Graças de Onuva
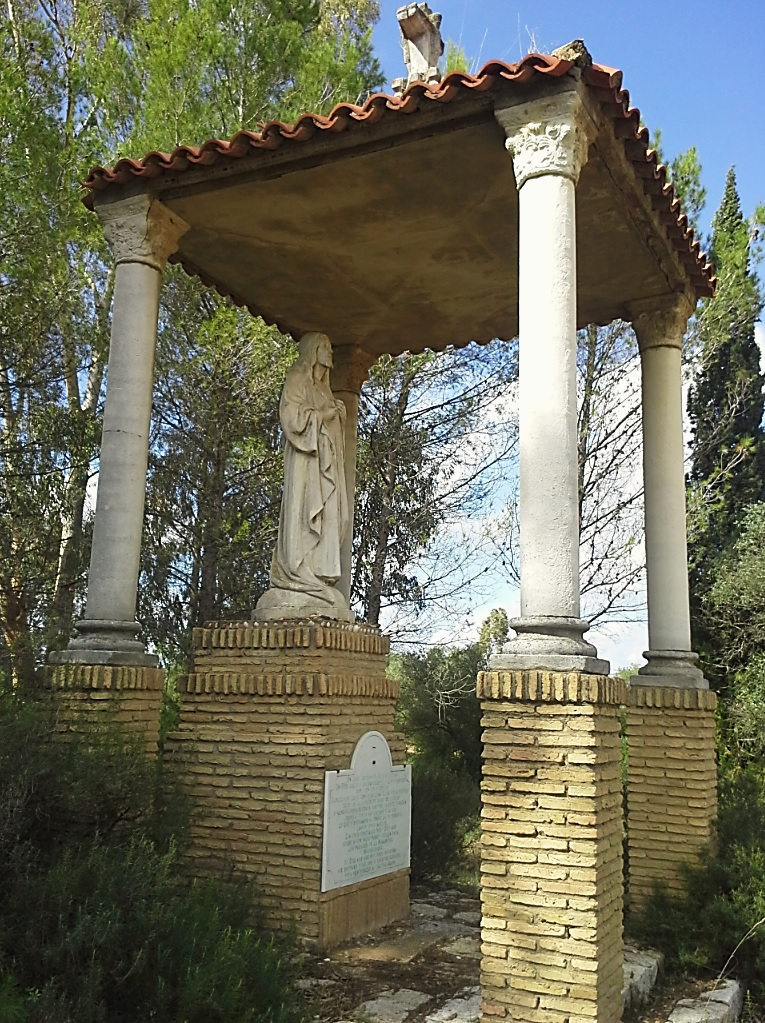
O monumento do Sagrado Coração de Jesus situado no montículo Pitiforo